# Паслар, Николай Иванович
Николай Иванович Паслар (болг. Николай Иванович Паслар; род. 12 июня 1980, Тараклия, Молдавия) — болгарский и молдавский борец вольного стиля, чемпион мира (2001) и Европы (2005). До 2000 года выступал за Молдавию.